# Чіллі Віллі
Чіллі Віллі (англ. Chilly Willy) — кумедний мультиплікаційний персонаж, антропоморфний пінгвін, створений американським мультиплікатором Полом Дж. Смітом у 1953 році для студії Волтера Ланца й далі розвинений Тексом Ейвері.

## Історія
Персонаж створений Полом Дж. Смітом у 1953 році для студії Волтера Ланца, й з певними перервами з'являвся у мультфільмах до 2002 року. В подальшому його розвивав Текс Ейвері на студії «Universal». Надзвичайно відомим став завдяки участі в епізодах мультфільмів про дятла Вуді. Був другим після нього за популярністю серед мультгероїв студії.

## Характеристика
Чіллі Віллі — пінгвін невеликого зросту з червоною шапочкою на голові. Не розмовляє, але іноді вимовляє короткі фрази та співає. Живе в іглу в Антарктиці та, в окремих епізодах, на Алясці (хоча представники його виду живуть тільки у Південній півкулі). Пінгвін доброзичливий, ніколи не відмовить у допомозі нужденним. Чіллі Віллі постійно холодно, до того ж він постійно хоче їсти. Найулюбленішою стравою пінгвіна є сира риба. Основним його заняттям є здобування їжі або пошук способів зігрітися (найчастіше авантюрних).
Щоб зігрітися або здобути їжу, Чіллі Віллі виявляє нахабство та готовий піти на будь-яку витівку, наприклад, на крадіжку лиж або пробратися на військову базу. Його не цікавить навчання, однак він виявляє певні здібності і таланти.

## Чіллі Віллі та інші персонажі
Чіллі Віллі веде самітницький спосіб життя, однак є персонажі, з якими він підтримує певні відносини. Товариські стосунки має з білим ведмедем Максі, з яким певний час ворогував. Приязні відносини має також з альбатросом Гуні. В одному епізодів у пінгвіна з'являється подруга Чіллі Ліллі. Давнім другом Чіллі Віллі є Вуді Вудпекер.
Окрім товаришів у пінгвіна є і супротивники. Серед них пес Смедлі, з яким він конфліктує саме через свої витівки через бажання зігрітися та поїсти. Через подібні витівки Чіллі Віллі нажив собі ще одного ворога — сержанта Гоугвоша.